# 东高皇街道
东高皇街道，是中华人民共和国河南省平顶山市卫东区下辖的一个乡镇级行政单位。

## 行政区划
东高皇街道下辖以下地区：
高皇村、观上村、土寨沟村、小店村、上徐村和岳家村。